# Kenji Tochio
Kenji Tochio (橡尾 健次, Tochio Kenji, 26 mei 1941) is een Japans voormalig voetballer die als verdediger speelde.

## Clubcarrière
Tochio begon zijn carrière bij Furukawa Electric. Tochio veroverde er in 1960, 1961 en 1964 de Beker van de keizer. 1965 werd de ploeg opgenomen in de Japan Soccer League, de voorloper van de J1 League. In 6 jaar speelde hij er 61 competitiewedstrijden en scoorde 1 goal. Tochio beëindigde zijn spelersloopbaan in 1970.

## Japans voetbalelftal
Kenji Tochio debuteerde in 1961 in het Japans nationaal elftal en speelde 2 interlands.

## Statistieken
| Japans voetbalelftal | Japans voetbalelftal | Japans voetbalelftal |
| Jaar                 | Wed.                 | Dlp.                 |
| -------------------- | -------------------- | -------------------- |
| 1961                 | 2                    | 0                    |
| Totaal               | 2                    | 0                    |